# Етельстан (король Сассексу)
Етельстан (*Æthelstan, Æðelstan, д/н —бл.717/722) — підкороль (subregulus) Сассексу в 714—717/722 роках.

## Життєпис
Ймовірно походив з Вессекської династії. Був онуком Кінебальда, короля Сассексу. Початок панування припадає на 714 рік. На цей час деякі вчені відносять смерть короля Нотгельма. В деяких з грамот його позначено також як король, так міг титулуватися у 717-722 роках. Також дружину Етельстана — Етельтріту (Етельдриду) — позначають лише як королеву. Можливо Етельстан одружився з родичкою Нотгельма, щоб затвердитися на троні.
Панував до 717 року, хоча можливо також володарював у 722—725 роках. За однією з версій, підтримав етелінга (на кшталт принца) Ельдберта, який здійняв повстання проти Інє, короля Вессексу. Після смерті Етельстана його спадкував син Етельберт.